# Roberto (pirofregata)
La Roberto è stata una pirofregata della Real Marina del Regno delle Due Sicilie, successivamente acquisita dalla Regia Marina.

## Storia
Appartenente alla classe Ruggiero di quattro unità con scafo in legno e carena rivestita di rame, la nave era armata con dieci cannoni ed aveva armamento velico a brigantino (due alberi a vele quadre). Con buona superficie velica, bordo alto, buona manovrabilità e scafo snello dalle caratteristiche marine, la fregata era nel complesso una buona unità, difettando però in velocità.
Nel 1848, in seguito allo scoppio della prima guerra d'indipendenza, la Roberto venne aggregata alla Squadra Adriatica ed inviata in tale mare.
La squadra di cui la Roberto faceva parte era composta da cinque pirofregate tra cui la Roberto stessa, due fregate a vela, una corvetta ed un brigantino, sotto il comando del commodoro Raffaele De Cosa. Durante la navigazione verso nord le navi fecero tappa ad Ancona, dove dovevano trasportare il generale Guglielmo Pepe. Raggiunta poi Venezia, la squadra, pur senza combattere (vi era il divieto di aprire il fuoco se non attaccati), obbligò la flotta austroungarica a rinunciare al blocco navale della città.
Il 22 maggio 1848 la squadra napoletana, unitasi ad una formazione sardo-piemontese al comando del contrammiraglio Giuseppe Albini, avvistò al largo di Sacca di Piave una divisione austroungarica di minore forza. Essendo venuto meno il vento, Albini, disponendo solo di navi a vela, convinse De Cosa, per non perdere la superiorità numerica, a far prendere a rimorchio le unità piemontesi dalle pirofregate borboniche, ma il tutto venne eseguito in maniera talmente confusa che quattro piroscafi austroungarici fecero in tempo a raggiungere le navi della propria divisione ed a rimorchiarle sino a Muggia, le cui batterie costiere avevano a quel punto impedito ogni intervento della squadra sardo-napoletana. Qualche settimana più tardi, dopo aver brevemente stazionato insieme alle navi venete e piemontesi nelle acque antistanti Trieste, la squadra del Regno delle Due Sicilie venne richiamata a Napoli in seguito all'aggravarsi delle ribellioni in Sicilia.
Il 1º settembre 1848 la Roberto venne aggregata alla squadra navale (composta da tre fregate a vela, sei pirofregate, due pirocorvette, otto cannoniere e sette trasporti truppe) inviata in Sicilia a reprimere la rivolta indipendentista ivi scoppiata, e l'indomani mattina fu questa unità ad iniziare i bombardamenti, aprendo il fuoco contro la batteria delle Moselle, sita poco fuori Messina (azione da cui ebbe origine il soprannome di “Re Bomba” affibbiato a Ferdinando II). Il 2 aprile 1849 la nave, insieme alle pirofregate Archimede e Carlo III, si portò nelle acque di tra Schisò e Taormina, che si arrese l'indomani sera.
Successivamente la nave iniziò a deteriorarsi, in quanto il legno con cui erano stati realizzati i corsi di fasciame dello scafo delle quattro fregate non aveva la stessa stagionatura. Afflitta da problemi di manutenzione e ridottasi in cattive condizioni, la nave non ebbe alcun ruolo nelle vicende del 1860-1861, che portarono alla fine del Regno delle Due Sicilie ed all'unità d'Italia.
Incorporata nella neonata Regia Marina il 17 marzo 1861, la Roberto venne giudicata troppo malridotta e, a differenza delle gemelle, si decise che non valeva la pena rimodernarla o sottoporla a lavori di manutenzione: radiata nel 1862-1863, la vecchia pirofregata venne quindi smantellata.